# Copa do Mundo de Esqui Alpino de 2005
A Copa do Mundo de Esqui Alpino de 2005 foi a 39º edição da Copa do Mundo, ela foi iniciada em outubro de 2004 na Áustria e finalizada em março de 2005 na Suíça.
O estadunidense Bode Miller venceu no masculino, enquanto no feminino a sueca Anja Pärson foi a campeã geral.